# Leveste
Leveste ist mit ca. 1600 Einwohnern die nach der Kernstadt zweitgrößte Ortschaft der Stadt Gehrden in der Region Hannover.

## Geschichte
Im Calenberger Land ist Leveste eine der ältesten Siedlungen. Sie lag am Hellweg.
Der Name des Ortes ist aus den Jahren 1225 als Leueste sowie 1229 als Leuesthe überliefert. In diesem Jahr wird auch ein Priester von Leveste erwähnt, weshalb die St.-Agatha-Kirche das älteste erhaltene Gebäude des Ortes ist.
1373 kam es in Ortsnähe zur Schlacht bei Leveste zwischen den Truppen von Herzog Magnus II. von Braunschweig-Lüneburg und den Truppen des Schaumburger Grafen Otto I., die mit dem Sieg der schaumburgischen Armee endete.
Bei Leveste bestanden zwei Burgen. An die derer von Loh erinnert noch der Lohteich zwischen Leveste und Langreder. Am Levester Bach lag eine Wasserburg, die im Jahr 1370 als Lehen von Herzog Magnus II. an die Ritter Kniegen vergeben wurde und seither bis heute im Besitz der Freiherren Knigge verblieb. Die Wasserburg wurde allerdings 1425 nach einer Vereinbarung von Bernhard I. mit dem Rat der Stadt Hannover abgerissen, da die Bürger der Stadt den nahen Versammlungsort kriegsbereiter Ritter fürchteten. Nach dem Abbruch wurde ein Rittergut, der sogenannte „Alte Hof“, errichtet. Dieser brannte 1669 ab und wurde durch einen Neubau an derselben Stelle ersetzt, der 1860 abgerissen wurde. Südlich davon wurde von 1728 bis 1732 das barocke Levester Herrenhaus als ursprünglich dreiflügelige Anlage errichtet. Das Rittergut gehört bis heute zur Calenberger Ritterschaft.
Die Freiwillige Feuerwehr Leveste wurde im Frühjahr 1913 gegründet und bestand zu Beginn aus 34 Männern und sorgt seitdem für den Brandschutz und die allgemeine Hilfe. Weiterhin wurde 1921 ein Musikzug und 1966 eine Jugendfeuerwehr gegründet. Seit 2006 ist die Feuerwehr Leveste in einem Löschbezirk mit den Freiwilligen Feuerwehren Lemmie und Redderse aus dem Stadtgebiet zusammengeschlossen.
Am 1. August 1971 wurde Leveste in die Stadt Gehrden eingegliedert.
Straßenbahn
Ende des 19. Jahrhunderts wurde von der Straßenbahn Hannover AG (ab 1921: Üstra) die Straßenbahnlinie 10 eröffnet, die 1898 zunächst von Hannover über Empelde, Benthe bis Gehrden verlief; im Jahr darauf wurde die Linie über Leveste, Langreder, Egestorf bis Barsinghausen verlängert. Mit der Straßenbahn kam auch der elektrische Strom – erst 1914 waren alle Orte im Landkreis Hannover mit Strom versorgt. Bis November 1953 wurde die Straßenbahn auch zur Güterbeförderung (Kartoffeln/Getreide/Rüben/Steine/Kohle) eingesetzt. Die Personenbeförderung war bereits im Jahr zuvor der Buslinie O10 übertragen worden.

## Politik

### Ortsrat
Der Ortsrat von Leveste setzt sich aus vier Ratsfrauen und drei Ratsherren folgender Parteien zusammen:
- SPD: 4 Sitze
- CDU: 3 Sitze

(Stand: Kommunalwahl 12. September 2021)

### Ortsbürgermeister
Der Ortsbürgermeister von Leveste ist Michael Passior (SPD). Sein Stellvertreter ist Ludwig Giesecke (CDU).

### Wappen
Der Entwurf des Wappens von Leveste stammt von dem in Gadenstedt geborenen und später in Hannover lebenden Heraldiker und Grafiker Alfred Brecht, der schon die Wappen von Bantorf, Barrigsen, Egestorf und vielen anderen Ortschaften im Landkreis Hannover entworfen hat. Die Genehmigung des Wappens wurde am 30. Mai 1960 durch den Regierungspräsidenten in Hannover erteilt.
| Wappen von Leveste | Blasonierung: „Gespaltener Schild, vorn in Rot ein silberner Kesselhaken, hinten in Silber über zwei roten Balken ein wachsender, blaubezungter und -bewehrter, roter Löwe.“ |
| Wappen von Leveste | Wappenbegründung: Leveste hat sich den Charakter eines Bauerndorfes erhalten können, so dass der Heraldiker typische Symbole aus der bäuerlichen Welt bevorzugte. Als Andreas Freiherr Knigge zugestimmt hatte, dass das Familienwappen der mehrhundertjährigen Gerichtsherren in Leveste sinnvoll das Ortswappen bereichern dürfte, entstand das vorstehend beschriebene Wappen, das der Rat der Gemeinde Leveste in seiner Sitzung am 2. März 1960 anzunehmen beschloss. Die Farben Rot und Weiß/Silber greifen die niedersächsischen Landesfarben wieder auf. |

## Kultur und Sehenswürdigkeiten

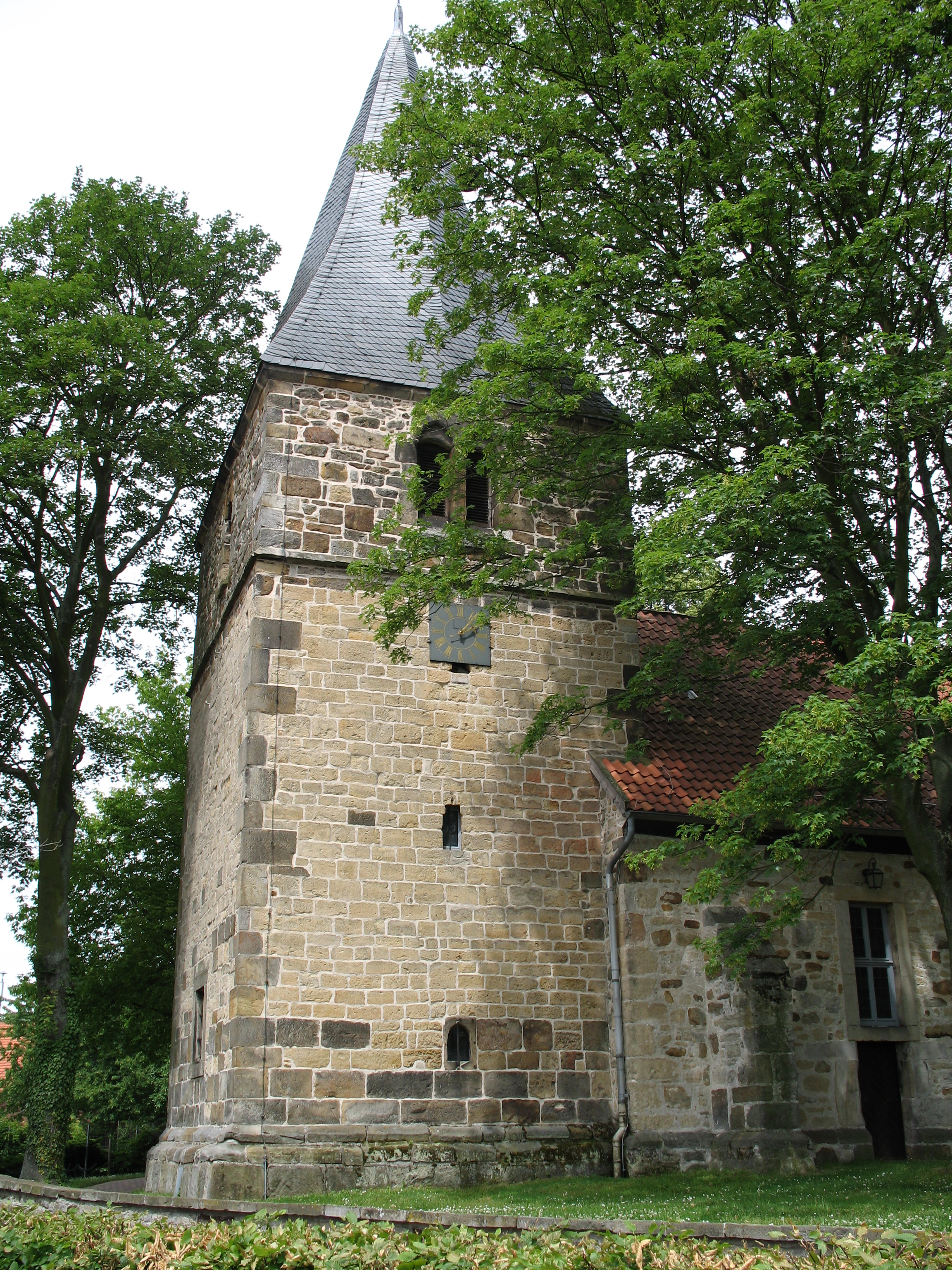
St.-Agatha-Kirche Leveste

### Bauwerke
- Die St.-Agatha-Kirche aus dem Jahr 1229[9] ist im Übergangsstil der ersten Hälfte des 13. Jahrhunderts errichtet worden.[10]
- Am westlichen Rand des Ortes liegt der Gutshof und das Herrenhaus der Freiherren Knigge, das von 1728 bis 1732 errichtet wurde. Es ist von altem Baumbestand und einem weitläufigen Park umgeben. Das Herrenhaus wird vom derzeitigen Besitzer Hubertus Freiherr Knigge (* 1966) und seiner Familie bewohnt und ist nicht zu besichtigen. Der Entwurf des Tores zur einst geplanten Zufahrt soll vom königlich hannoverschen Baumeister Georg Ludwig Friedrich Laves gefertigt worden sein.
- Das Magnus-Denkmal steht außerhalb des Ortes an der Straße von Leveste nach Gehrden. Es erinnert an den 1373 in der Schlacht bei Leveste getöteten Herzog Magnus Torquatus. An der Todesstelle wurde ein rechteckiger Steinquader als Kreuzstein aufgestellt. König Georg V. von Hannover ließ 1864 mit diesem als Mittelstück ein Sandsteindenkmal im gotischen Stil errichten.[11][12][13]

### Baudenkmale
→ Siehe: Liste der Baudenkmale in Leveste

### Naturdenkmal Luthereiche und das Lutherdenkmal
- Gegenüber der Kirche neben dem ehemaligen Pfarrhaus stehen eine Luthereiche und als Lutherdenkmal ein Gedenkstein mit der Inschrift „Zum 400jährigem Geburtstage Martin Luthers am 10. November 1883 errichtete diesen Stein und pflanzte diese Eiche die Gemeinde Leveste“. Der Baum ist als Naturdenkmal ausgewiesen.[14]

### Fotogalerie

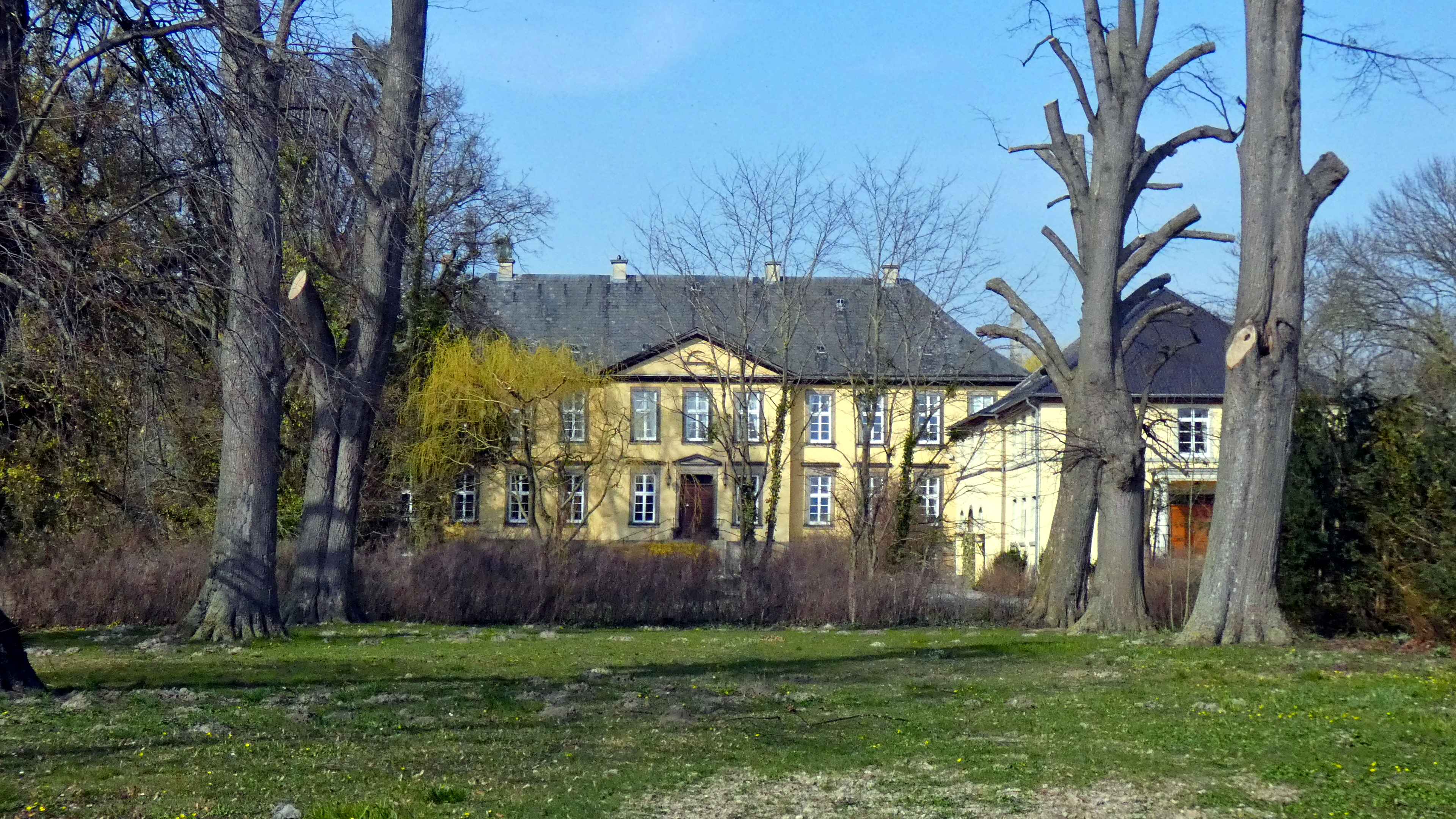
Herrenhaus des Kniggeschen Rittergutes von 1732
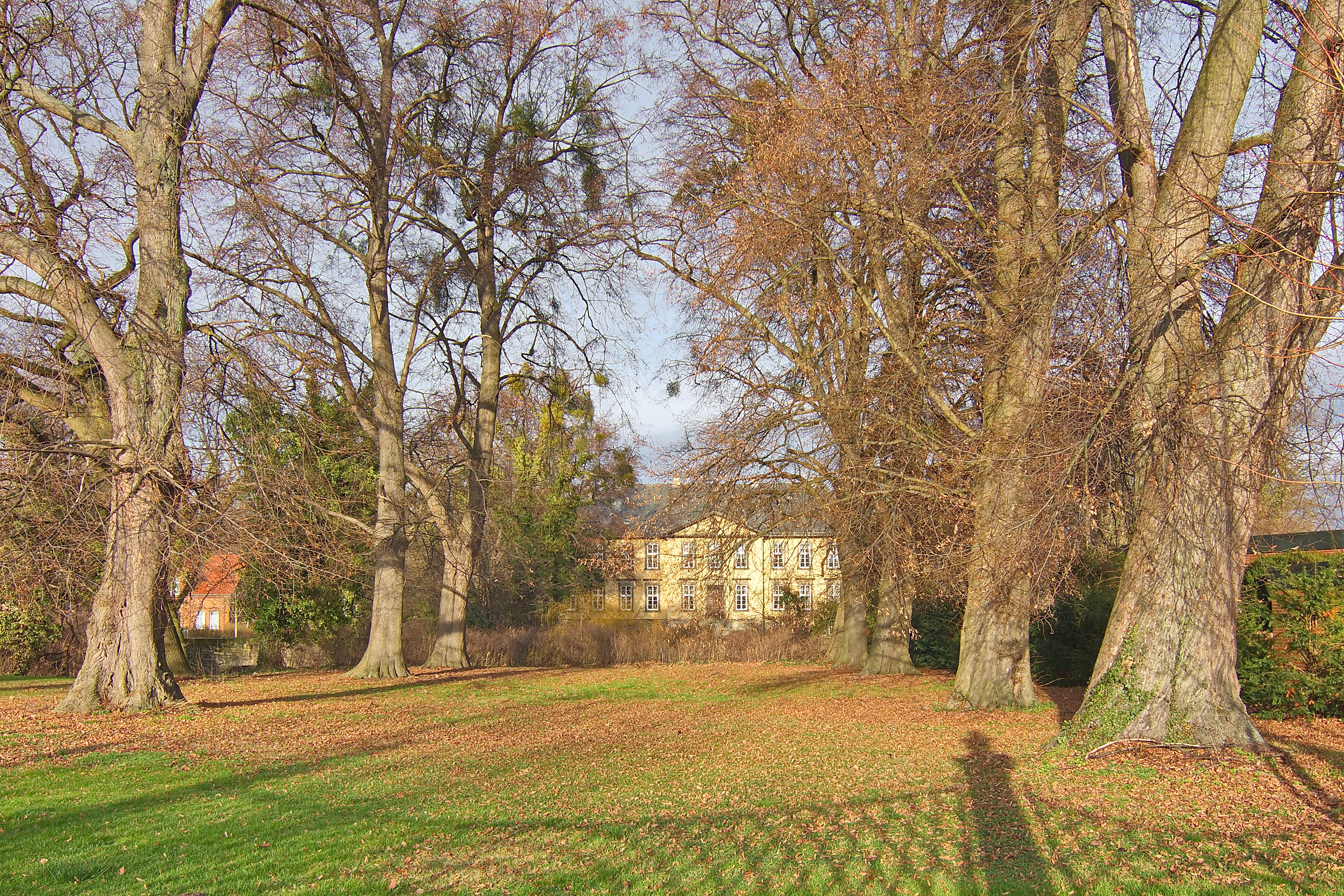
Gutspark
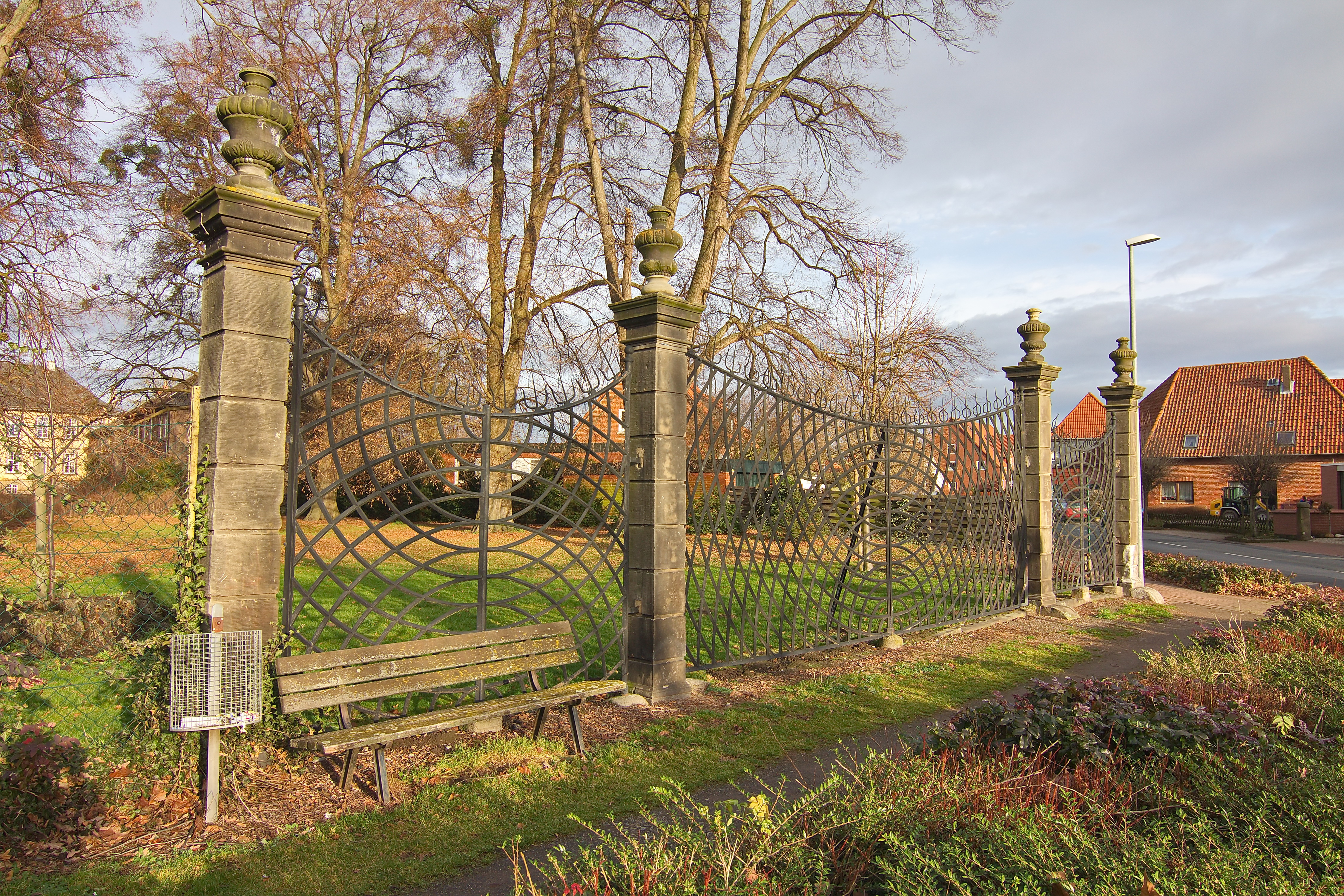
Altes Tor am Herrenhaus nach Georg Ludwig Friedrich Laves
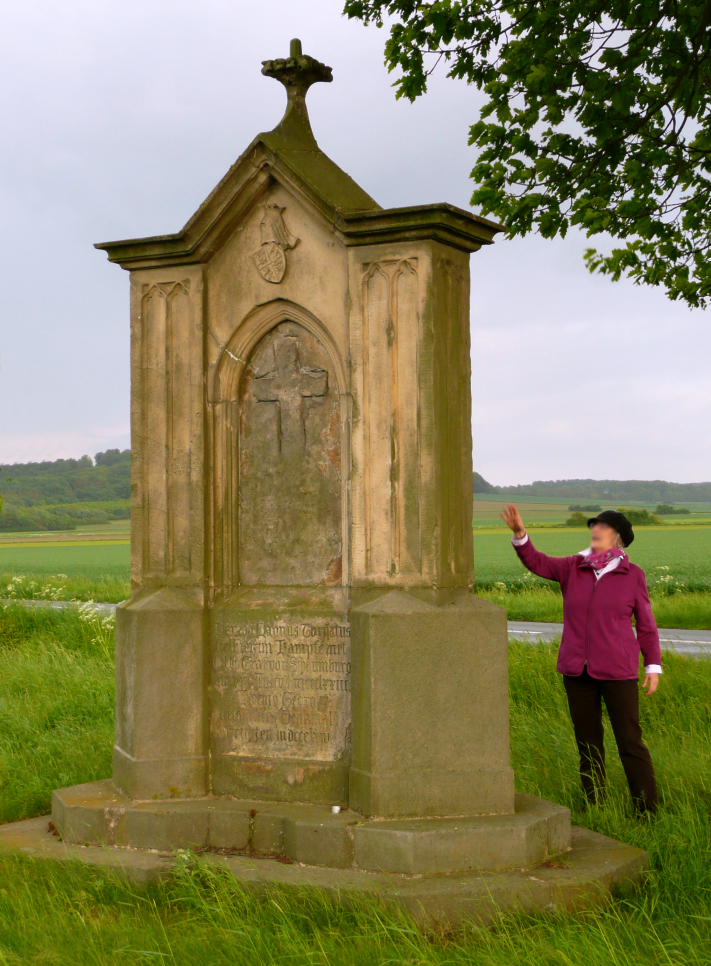
Magnus-Denkmal
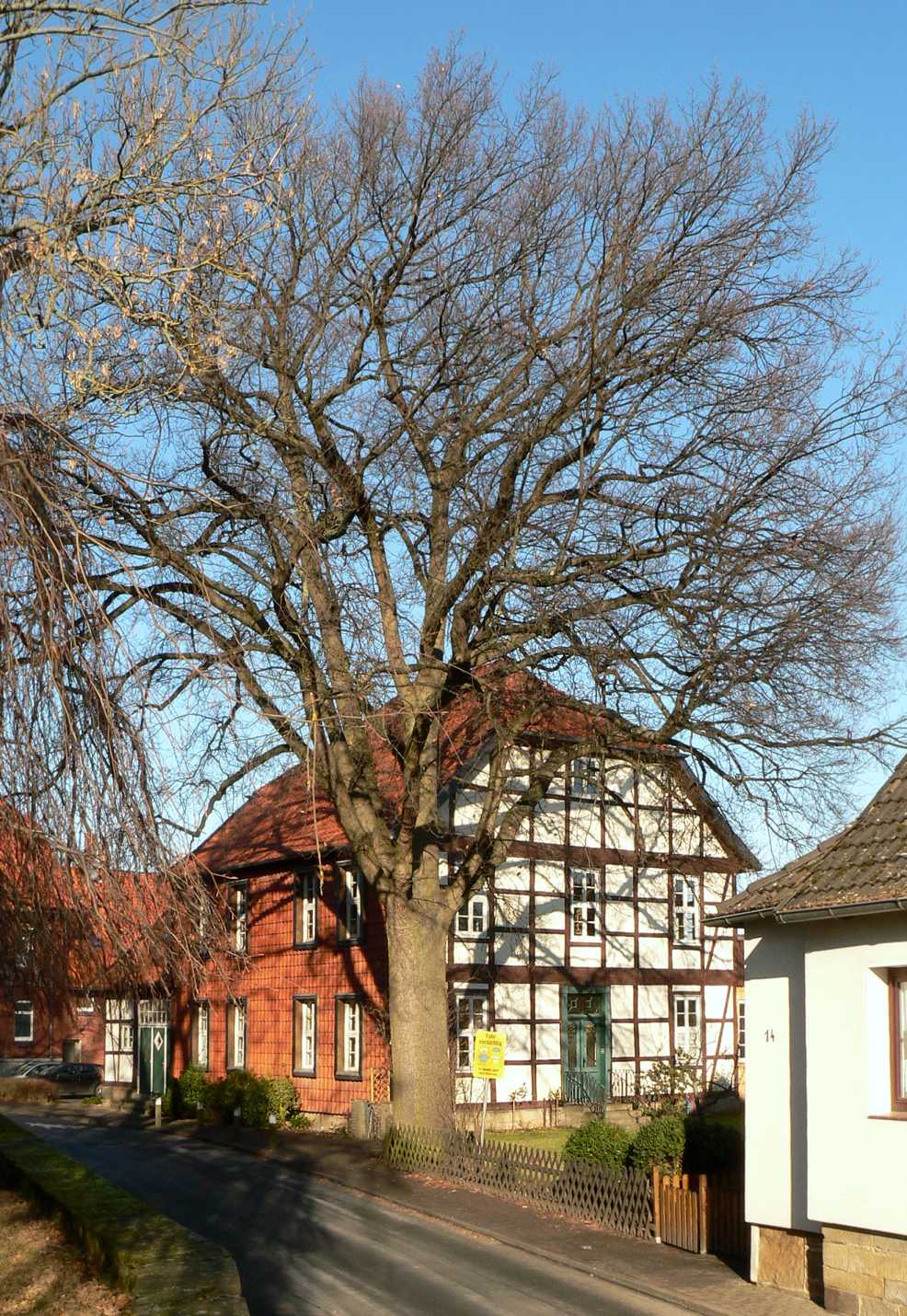
1883 zum 400. Geburtstag des Reformators gepflanzte Luthereiche
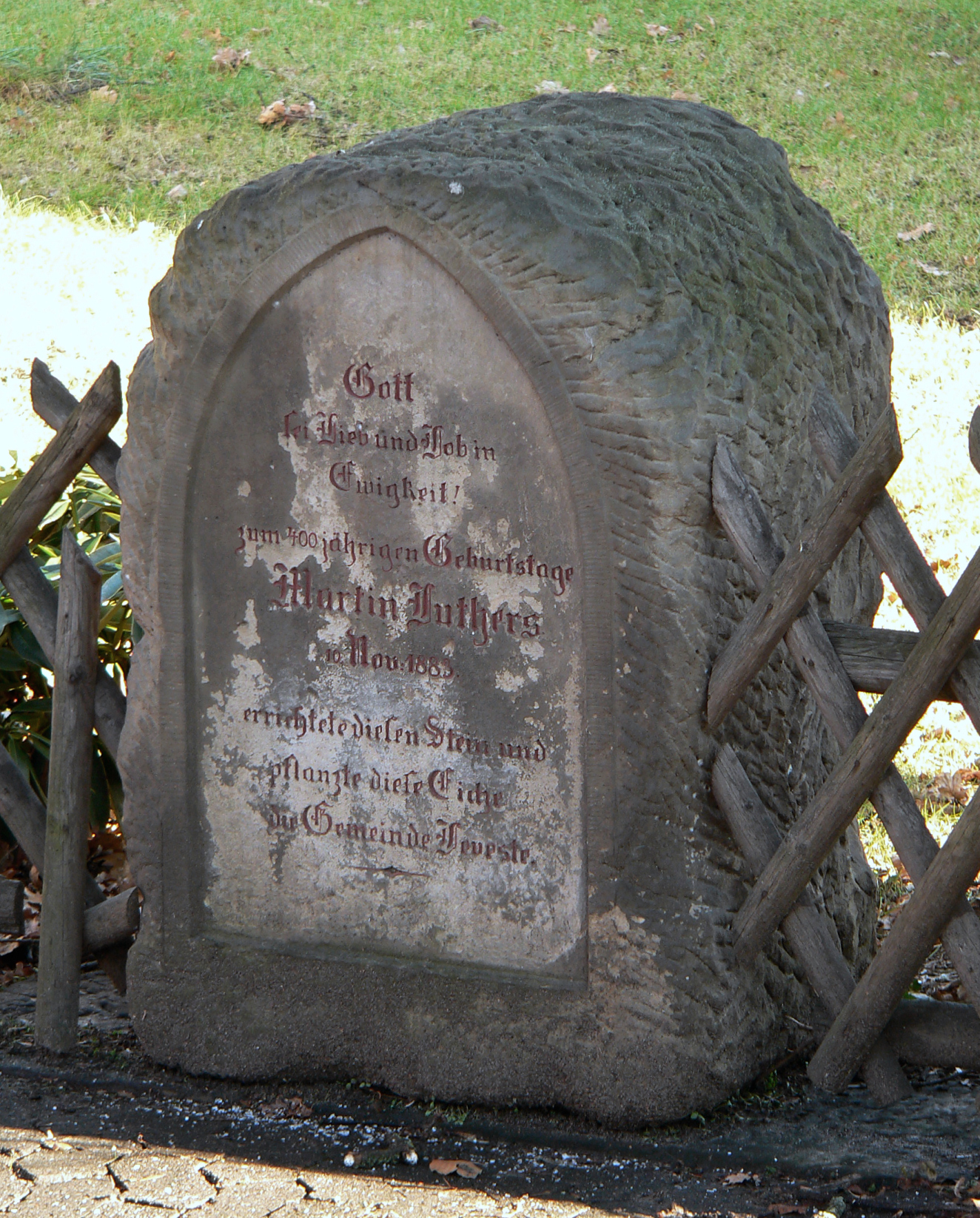
Gedenkstein als Lutherdenkmal von 1883 an der Luthereiche